# Obando (Filipinas)
Obando es un pueblo en la provincia de Bulacán en Filipinas.

## Geografía
El pueblo tiene un área de 15,91 kilómetros cuadrados. Está situado a 17 kilómetros al norte de Manila en Luzón, la isla más grande de Filipinas. 
Según el censo de 2000, su población es de 52.906 habitantes en 11.229 casas.

## Barrios
El municipio tiene 11 barrios:
- Binuangan
- Catanghalan
- Hulo
- Lawa
- Salambao
- Paco
- Pag-asa (Pob.)
- Paliwas
- Panghulo
- San Pascual
- Tawiran